# 会德丰广场
会德丰广场（原名：伟乐坊）是一个位于新加坡乌节路的21层寫字樓、基座商場及停車場總樓面43,265.6平方米
这个建筑完成于1994年作为一个连卡佛的地点，但由于亚洲金融危机在20世纪90年代后期关闭。后被改名为德丰广场，它的主人是香港的会德丰地产
它的零售店铺包括Borders，马莎百货，栄寿司，epiCenter@Orchard，震中@果园和Sun With Moon。这个购物中心有一个地下通道联通Shaw House。
2019年12月18日九龍倉置業以64.16億港元向會德豐購入一間投資控股公司Star Attraction Limited，該公司主要資產包括新加坡烏節路購物帶中心投資物業Scotts Square和偉樂坊